# Tepelná elektrárna

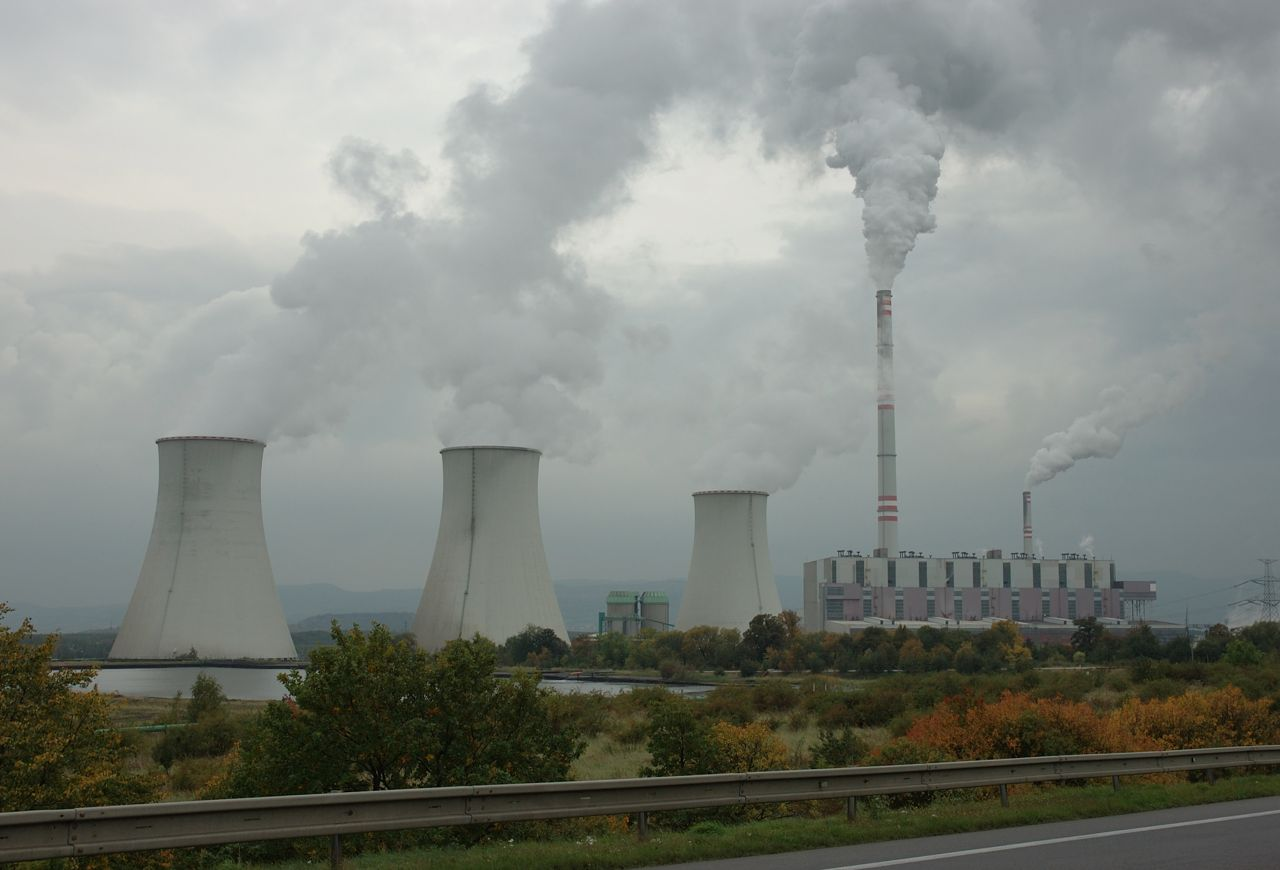
Elektrárna Prunéřov II spalující hnědé uhlí

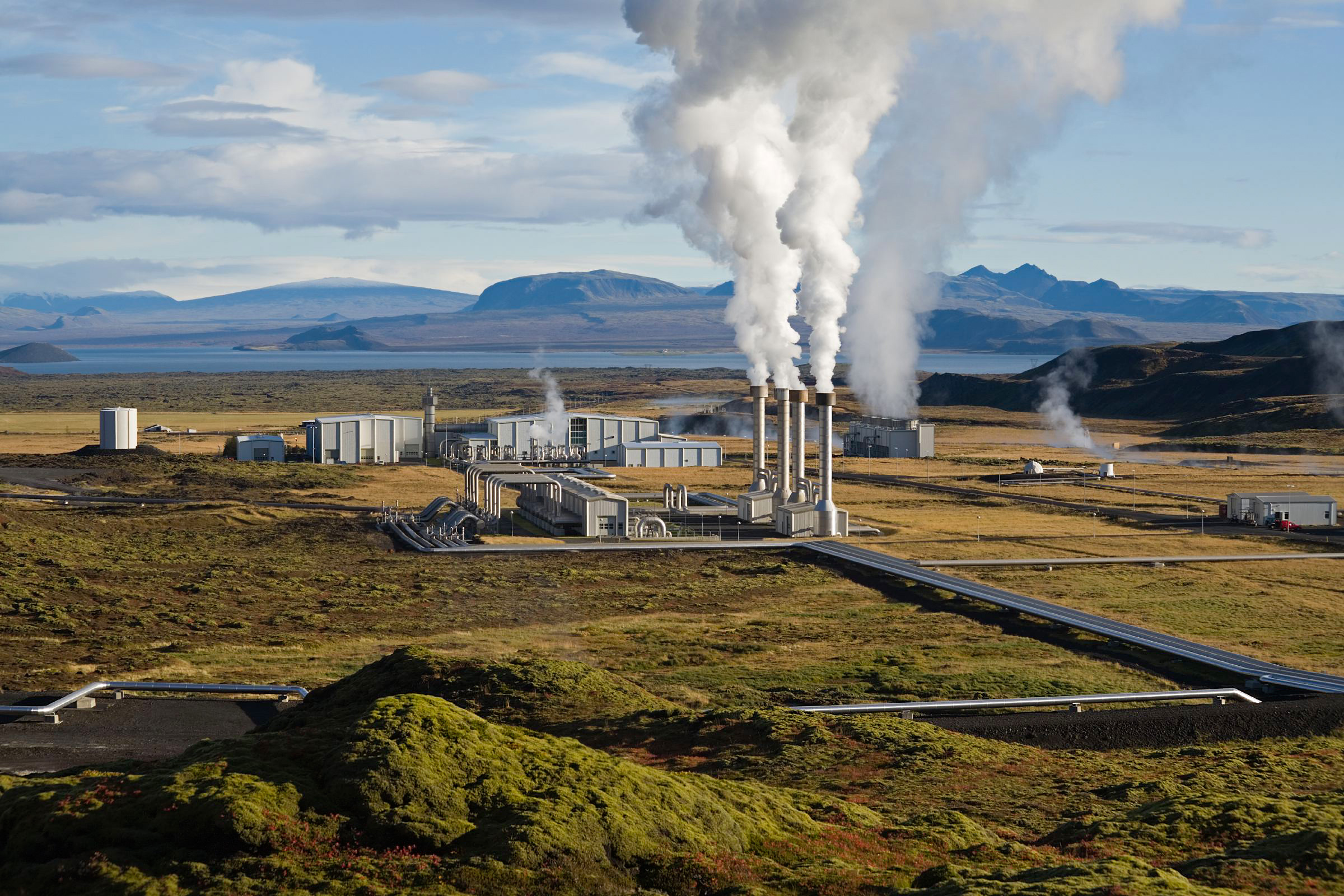
Geotermální elektrárna Nesjavellir na Islandu

Tepelná elektrárna je výrobna elektrické energie. Jedná se o technologický celek, který vyrábí elektrickou energii přeměnou z chemické energie vázané v palivu (či jiného vhodného zdroje energie) prostřednictvím tepelné energie.
Obvykle je termínem „tepelná elektrárna“ označována spalovací elektrárna spalující běžné fosilní palivo (zpravidla uhelná elektrárna, případně plynová elektrárna nebo ropná elektrárna). Na principu tepelné elektrárny pracují i další typy elektráren, které využívají principu změny tepelné energie na elektrickou (kupř. jaderné elektrárny, geotermální elektrárny, tepelné sluneční elektrárny aj.).

## Schematické znázornění toků energie
Řetězec proměny energie lze schematicky popsat :
- chemická (popř. jaderná, geotermální či solární resp. světelná)
  - → tepelná spalin a páry
    - → tlaková energie páry
    - → kinetická páry a hřídele
      - → elektrická alternátoru a spotřebiče
        - → kinetická, světelná a tepelná energie spotřeby (užití)
          - → tepelná energie prostředí

Materiálový řetězec zprostředkovatelů přenosu energie pak tvoří :
- doprava paliva (či jiný vhodný zdroj) do kotle jako generátoru páry,
  - → přívod vodní páry do turbíny
    - → společný hřídel turbosoustrojí resp. turbogenerátoru do elektrického generátoru (alternátoru)
      - → elektrická napájecí soustava do elektrického spotřebiče
        - → chlazení spotřebiče do prostředí

Technologický řetězec strojních zařízení pro přeměnu energie pak tvoří :
- kotel (či atomový reaktor)
  - → parogenerátor
    - → parní turbína
      - → alternátor
        - → spotřebič
          - → prostředí

## Zdroje tepelné energie
Tepelná energie může být získávána z různých zdrojů. Například spalováním vhodného paliva (tj. oxidací), jaderným štěpením nebo fúzí, využitím tepla z nitra Země nebo slunečního záření:
- uhlí – uhelná elektrárna
- štěpná jaderná reakce (uran, plutonium) – jaderná elektrárna
- termojaderná fúze – fúzní reaktor
- geotermální energie – geotermální elektrárna
- slunečního záření – solárně-termální elektrárna
- topný plyn (např. svítiplyn, zemní plyn, kychtový plyn, generátorový plyn, kalový plyn)
- ropa nebo její deriváty
- biomasa (např. dřevo, sláma, rašelina, bioplyn)

## Účinnost
Účinnost přeměny tepelné energie na elektrickou energii je nízká, protože je dána účinností Carnotova cyklu:
{\displaystyle \eta ={T_{1}-T_{2} \over T_{1}}=1-{\frac {T_{2}}{T_{1}}}},
kde T1 je termodynamická teplota ohřívače a T2 chladiče. Nejnižší teplota páry je 100 °C (za běžného atmosférického tlaku) a nejvyšší teplota je kolem 400 °C (vyšší teplota je možná, ale limitem je pevnost a teplotní odolnost použitých materiálů), přičemž ze vzorečku vyplývá maximálně teoreticky dosažitelná účinnost. Reálná účinnost je mírně nad 30 % (nevyužívá se ani skupenské kondenzační teplo páry). Znamená to, že dvě třetiny vytvořeného energie se ztrácí v kondenzačních věžích (ohříváme atmosférický vzduch). V nejmodernějších elektrárnách je vysoká teplota spalin přeměněna na elektrickou energii pomocí magnetohydrodynamického generátoru a teprve pak jejich nižší teplotou ohřívána pára, což dovoluje zvýšit účinnost až na 50 %.
Další možností zvýšení účinnosti tepelných elektráren je kogenerace, kde je využíváno zbytkové teplo pro dálkové vytápění a ohřev vody.

### Realné příklady
Jaderná elektrárna Temelín má tepelnou účinnost 32 % při vstupní teplotě primárního okruhu do parogenerátoru 320 °C a maximální teplotě chladící vody 34 °C, přičemž maximální teoretická účinnost podle Carnotova cyklu je v tomto případě 48 %. Paroplynová elektrárna ve francouzském Bouchain je jednou z nejlepších realizací, kde reálná účinnost dosáhla 62,22 % (při teplotě okolí 15 °C a teplotě páry 578,8 °C), což odpovídá maximální teoretické účinnosti 66,18 %.

## Princip funkce

Nákres tepelné elektrárny

Chemická energie vázaná v palivu, je běžným procesem spalování přeměňována nejprve na energii tepelnou. Ta se poté dále převádí nejprve na mechanickou energii resp. kinetickou energii, teplonosným médiem zde bývá nejčastěji běžná vodní pára vyráběná v parogenerátoru. Pára je přiváděna do turbíny, což je zařízení mechanicky spojené s elektrickým generátorem respektive s alternátorem. Kinetická energie je z parní turbíny vyváděna do alternátoru společným hřídelem, mechanická kinetická energie z hřídele stroje se tak dále převádí pomocí alternátoru na elektrickou energii, která je ze stroje vyváděna do elektrorozvodné sítě.